# Nghĩa Thái, Tân Kỳ
Nghĩa Thái là một xã thuộc huyện Tân Kỳ, tỉnh Nghệ An, Việt Nam.
Xã Nghĩa Thái có diện tích 10,61 km², dân số năm 1999 là 6150 người, mật độ dân số đạt 580 người/km².